# 자산유동화증권
자산 유동화 증권(資産流動化證券,Asset-Backed Security, ABS)는 특정 자산으로 구성된 집합과 그 가치를 담보로 발행하는 증권이다. 대한민국에서는 '자산담보부증권'이라고 불리었으나, 1998년 9월 자산유동화에 관한 법률에서 '자산유동화증권'으로 명칭이 변경되었고, 1999년부터 발행되기 시작했다.
자산 집합은 일반적으로 개별적으로 판매할 수 없는 소규모의 유동성이 낮은 자산들로 구성된다. 자산 집합의 기초자산으로는 부동산, 매출채권, 유가증권, 주택저당채권 등이 있다. 유동화를 통해 자산 집합은 일반 투자자에게 판매가능한 상태로 전환된다. 각 유가증권은 자산 집합 총 가치의 일부이며, 기초자산의 투자 위험은 분산된다. 
일반적으로 자산의 유동화를 위해 특수 목적 회사(유동화전문회사)가 설립된다. 기존 자산의 보유자는 특수 목적 회사에 자산을 판매하여 자금을 조달하게 된다. 또한 기존 보유자의 신용 위험과 자산의 위험이 분리되기 때문에, 기존 보유자가 직접 유가증권을 발행할 때보다 더 높은 신용등급으로 발행할 수 있다.

## 같이 보기
- 부채 담보부 증권(CDO)
- 주택저당증권(MBS)
- 유동화